# 科卡城堡

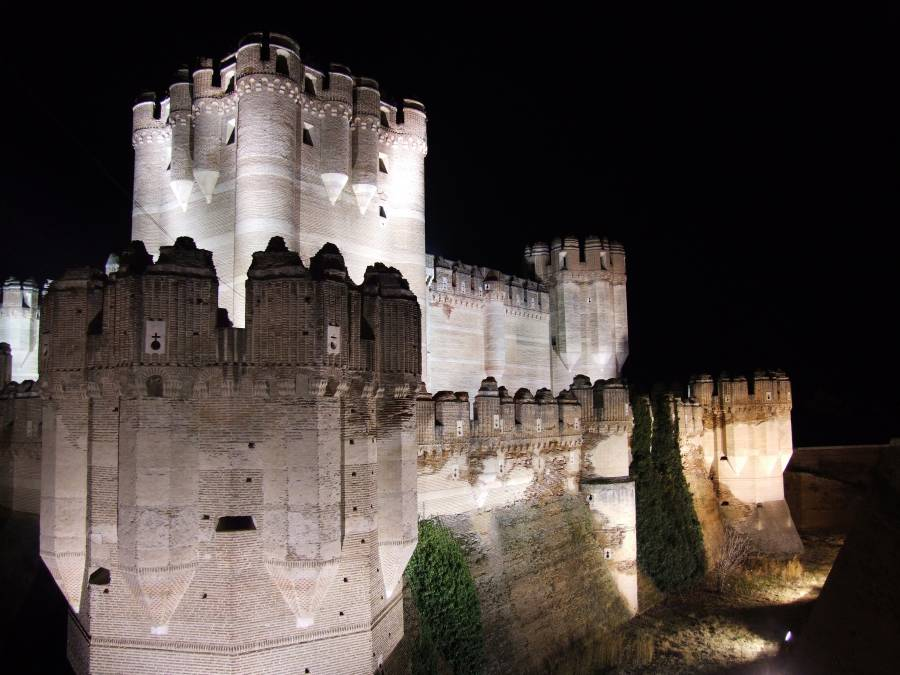

科卡城堡（Castle of Coca）是位於西班牙中部卡斯提亞-雷昂塞哥維亞省城鎮科卡的城堡。這座城堡修建於15世紀，被認為是西班牙穆德哈爾式建築最佳範例之一。